# Världsmästerskapen i hastighetsåkning på skridskor
Världsmästerskap i hastighetsåkning på skridskor hålls sedan 1889 för herrar och 1933 för damer. Arrangör är International Skating Union (ISU), sedan de grundades 1893. Sedan 1996 hålls herr- och damtävlingar på samma ort och vid samma tidpunkt (vanligtvis i februari, mars de år det är olympiska vinterspel). 
Mästerskap anordnas för olika grenar vid olika evenemang:
- Allround (från 2020 vartannat år och gemensamt evenemang med sprint-VM)
  - Herrar (sedan 1893)
  - Damer (sedan 1933)
- Sprint (sedan 1970, från 2020 vartannat år och gemensamt med allround-VM)
  - Herrar
  - Damer
- Distanser (sedan 1996, ej år med olympiska vinterspel)
  - Herrar
  - Damer

Förutom mästerskapen i hastighetsåkning anordnar ISU även världsmästerskapen i short track.